# One PPG Place

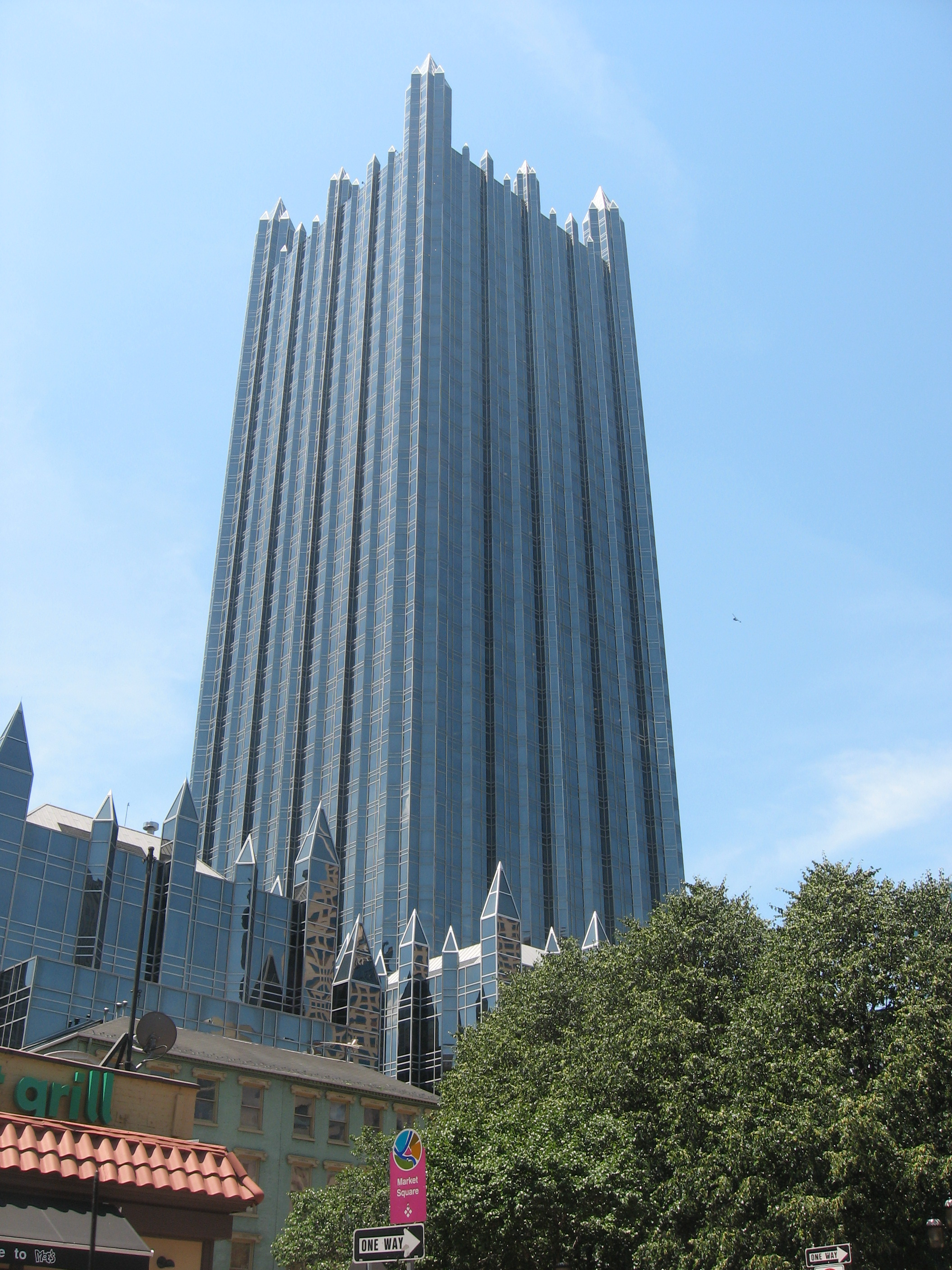
One PPG Place

One PPG Place est un gratte-ciel de bureaux de 194 mètres de hauteur construit à Pittsburgh de 1981 à 1984. L'immeuble a été conçu par les architectes Philip Johnson et John Burgee et a coûté 200 millions de $. Il est construit pour abriter le siège de la société PPG (Pittsburgh Plate Glass), une société industrielle américaine (16 milliards de $ de chiffre d'affaires en 2008). La société occupe la moitié de l'immeuble situé dans un complexe qui compte au total 6 bâtiments dont l'un atteint 14 étages.
C'est un gratte-ciel important de l'histoire de l'architecture car il a marqué au milieu des années 1980 l'apparition de l'architecture 'post-moderne' qui a rompu avec les formes purement rectilignes du style international[réf. nécessaire]. L'immeuble a des éléments qui le rattache au style néogothique.
C'est le troisième plus haut gratte-ciel de Pittsburgh et l'un des plus appréciés par les habitants[réf. nécessaire].
Les panneaux de verres de l'immeuble ont été fabriqués directement par la société PPG qui est un fabricant de verre et de glaces. L'immeuble comporte 21 ascenseurs.